# Koi no Hana
Singles de Natsumi Abe
Yume Naraba
(2005) Takaramono (par Sen)
(2005)
 Koi no Hana  (恋の花) est le cinquième single de Natsumi Abe, sorti le 31 août 2005 au Japon sous le label hachama. C'est le premier disque de la chanteuse à ne plus être écrit et produit par Tsunku. Il atteint la 9e place du classement de l'Oricon, et reste classé pendant six semaines, se vendant à 30 450 exemplaires durant cette période. Il sort aussi au format "Single V" (DVD) contenant le clip vidéo une semaine plus tard, le 7 septembre 2005.
La chanson-titre figurera d'abord sur la compilation de fin d'année du Hello! Project Petit Best 6, puis sur le deuxième album de la chanteuse, 2nd ~Shimiwataru Omoi~ de 2006, ainsi que sur la compilation de ses singles, Abe Natsumi ~Best Selection~ de 2008. Son clip vidéo figurera aussi sur la version DVD du Petit Best 5 et sur le DVD du Best Selection.

## Liste des titres
CD
1. Koi no Hana  (恋の花?)
2. Ai Hitohira  (愛ひとひら?)
3. Koi no Hana (Instrumental) (恋の花...?)

Single V
1. Koi no Hana  (恋の花?) (clip vidéo)
2. Koi no Hana (Close-up Ver.) (恋の花...?) (clip vidéo)
3. Making Eizo  (メイキング映像?) (making of)